# Satan s’amuse
Satan s’amuse ist ein französischer Kurzfilm von Segundo de Chomón aus dem Jahr 1907. Der Film entstand durch die französische Filmfirma Pathé Frères.

## Handlung
Der Teufel ist gelangweilt. Er fährt mit einem magischen Aufzug hinauf auf die Erde. Er überrascht zwei Kanalarbeiter, verkleidet sich als Stadtmensch und verbreitet seine Missetaten: Streit mit einem Kutscher, Auseinandersetzung mit einem Stadtfeldwebel, Mystifizierung eines Kellners, er verwirrt verliebte Paare. Ein Käfig mit einer jungen Frau fängt ihn ein und fährt zur Hölle hinunter. Es stellt sich heraus, dass es sich bei der Frau um Satans Frau handelt, die ihm aus Eifersucht gefolgt war.

## Hintergrundinformationen
Der Film wurde in Spanien unter dem Titel Satanas se divierte veröffentlicht. In den Vereinigten Staaten wurde er am 26. Oktober 1907 unter dem Titel Satan at Play veröffentlicht. Der Film wurde komplett handkoloriert.
Der Film wird gelegentlich mit Le spectre rouge verwechselt.